# Saint-Gervais-de-Vic

Saint-Gervais-de-Vic este o comună în departamentul Sarthe, Franța. În 2009 avea o populație de 380 de locuitori.